# Jóan Símun Edmundsson
Jóan Símun Edmundsson (* 26. Juli 1991 in Toftir) ist ein färöischer Fußballnationalspieler und ist momentan in Nordmazedonien für den KF Shkupi aktiv. Er war der erste Spieler seines Heimatlandes im deutschen Profifußball sowie seit seinem Bundesliga-Debüt am 26. September 2020 auch der erste färöische Bundesliga-Spieler.

## Verein
Edmundsson begann seine Karriere bei B68 Toftir, für dessen erste Mannschaft er 2008 im Alter von 17 Jahren spielte und von Beginn an zu den Stammspielern zählte. Im September 2009 absolvierte er ein Vier-Tages-Training bei Manchester City, wobei auch andere britische sowie skandinavische Vereine Interesse an ihm bekundeten.
Im Dezember 2009 wechselte er auf Leihbasis in die Jugendakademie von Newcastle United und in der Sommerpause 2010 einen langfristigen Vertrag unterschrieb. Nachdem er zunächst für die Reservemannschaft von Newcastle United aufgelaufen war, wurde er im Januar 2011 an den FC Gateshead, der in der Conference National spielte, verliehen, um mehr Spielpraxis zu bekommen. Sein erstes Ligaspiel bestritt er am 29. Spieltag beim 2:2 gegen die Kidderminster Harriers. Insgesamt lief er in fünf Spielen für den Verein auf; nach seiner Rückkehr zu Newcastle United kam er zu keinen weiteren Einsätzen in der ersten Mannschaft.
Anfang 2012 absolvierte Edmundsson ein Probetraining beim norwegischen Erstligisten Viking Stavanger und wurde Mitte Februar für die nächsten zwei Jahre verpflichtet. Sein erstes Pflichtspiel absolvierte er am fünften Spieltag im Auswärtsspiel gegen Strømsgodset Toppfotball, als er in der 62. Minute für King Gyan beim Endstand von 0:1 eingewechselt wurde. Im September 2012 wurde er an den dänischen Zweitligisten FC Fredericia ausgeliehen. Anfang 2014 unterschrieb er einen Vertrag bei AB Argir und kehrte auf die Färöer zurück. In der Sommerpause wechselte er zum Stadtrivalen HB Tórshavn. Ein weiteres halbes Jahr später wechselte er zu Vejle BK in die zweite dänische Liga. Die Saison wurde auf dem fünften Platz beendet.
Ab 2016 lief Edmundsson für den Erstligisten Odense BK auf. In der ersten Saison wurde der siebte Platz belegt. 2016/17 gehörte Edmundsson zu den Stammspielern und erreichte mit der Mannschaft den Klassenerhalt in der Abstiegsrunde nach Platz elf in der Vorrunde.
Zur Saison 2018/19 wechselte Edmundsson nach Deutschland zum damaligen Zweitligisten Arminia Bielefeld. Am 5. August 2018 erzielte er bei seinem Debüt am ersten Spieltag in der Voith-Arena gegen den 1. FC Heidenheim mit dem Treffer zum 1:1-Endstand sein erstes Tor für die Ostwestfalen. Infolge des Aufstiegs Bielefelds gab er am zweiten Spieltag der Saison 2020/21 sein Bundesliga-Debüt. Im Spiel, das am 26. September 2020 zuhause gegen 1. FC Köln bestritten wurde, wurde er in der 67. Minute eingewechselt und erzielte in der 78. Minute sogleich den Siegtreffer zum 1:0. Er ist auch der erste Färinger im deutschen Oberhaus.
Nach Ende der Bundesliga-Saison 2020/21 lief Edmundssons Vertrag in Bielefeld aus, sodass er sich in Folge in Belgien dem Erstligaabsteiger Waasland-Beveren anschloss und einen Vertrag bis zum Sommer 2023 unterzeichnete. Nach Ablauf diesem wechselte er bis Saisonende zum KA Akureyri auf Island und seit Anfang 2024 spielt Edmundsson nun für den nordmazedonischen Erstligisten KF Shkupi.

### Europapokal
In der Saison 2014/15 bestritt Edmundsson vier Spiele in der Champions League. Sein Debüt gab er in der 1. Qualifikationsrunde beim 1:1 im Auswärtsspiel gegen Lincoln Red Imps FC. Beim 5:2 im Rückspiel erzielte Edmundsson den Treffer zum 3:0. In der 2. Qualifikationsrunde schied HB mit 0:3 und 1:3 gegen FK Partizan Belgrad aus.
Erst knapp neun Jahre später absolvierte er seine nächsten Europapokal-Partien, als er Anfang der Saison 2023/24 vier Spiele für KA Akureyri in der Qualifikation zur UEFA Europa Conference League bestritt. Auch dabei schoss der Offensivakteur beim 2:2-Unentschieden im Rückspiel der 2. Qualifikationsrunde gegen den FC Dundalk aus Irland einen Treffer.

## Nationalmannschaft
Von 2006 bis 2012 absolvierte der Stürmer insgesamt 21 Partien für diverse färöische Jugendauswahlen und erzielte dabei drei Treffer.
Während dieser Zeit gab er am 12. August 2009 auch sein Debüt für die A-Nationalmannschaft in der Qualifikation zur Weltmeisterschaft 2010 bei der 0:1-Niederlage gegen Frankreich in Tórshavn, als er in der 29. Minute für Christian Holst eingewechselt wurde. Sein erstes Tor für die A-Nationalmannschaft erzielte er am 11. August 2010 in Tallinn zur 1:0-Führung bei der 1:2-Niederlage gegen Estland in der Qualifikation zur Europameisterschaft 2012; es war das allererste Tor in der Qualifikation.
In der Qualifikation zur Europameisterschaft 2016 erzielte er am 14. November 2014 beim 1:0-Auswärtssieg gegen Griechenland den einzigen Treffer des Spiels.